# На дан пожара
„На дан пожара” је југословенски ТВ филм из 1969. године. Режирао га је Арсеније Јовановић а сценарио је написао Света Лукић.

## Улоге
| Глумац                     | Улога              |
| -------------------------- | ------------------ |
| Љуба Тадић                 | Ранко Стричевић    |
| Оливера Марковић           | Јасна Пајић        |
| Властимир Ђуза Стојиљковић | Лале               |
| Стево Жигон                | Дошен              |
| Љубиша Јовановић           | Професор Ђокић     |
| Сима Јанићијевић           | Вишњић, удбаш      |
| Браслав Борозан            | Директор факултета |
| Милош Жутић                | Асистент Петровић  |
| Мила Станић                | Лаборанткиња       |
| Ратко Сарић                | Бранко, келнер     |
| Донка Игњатовић            | Секретарица        |
| Борислав Вукић             | Портир             |
| Мила Гец                   | Шанкерка           |